# Ralf Kapschack

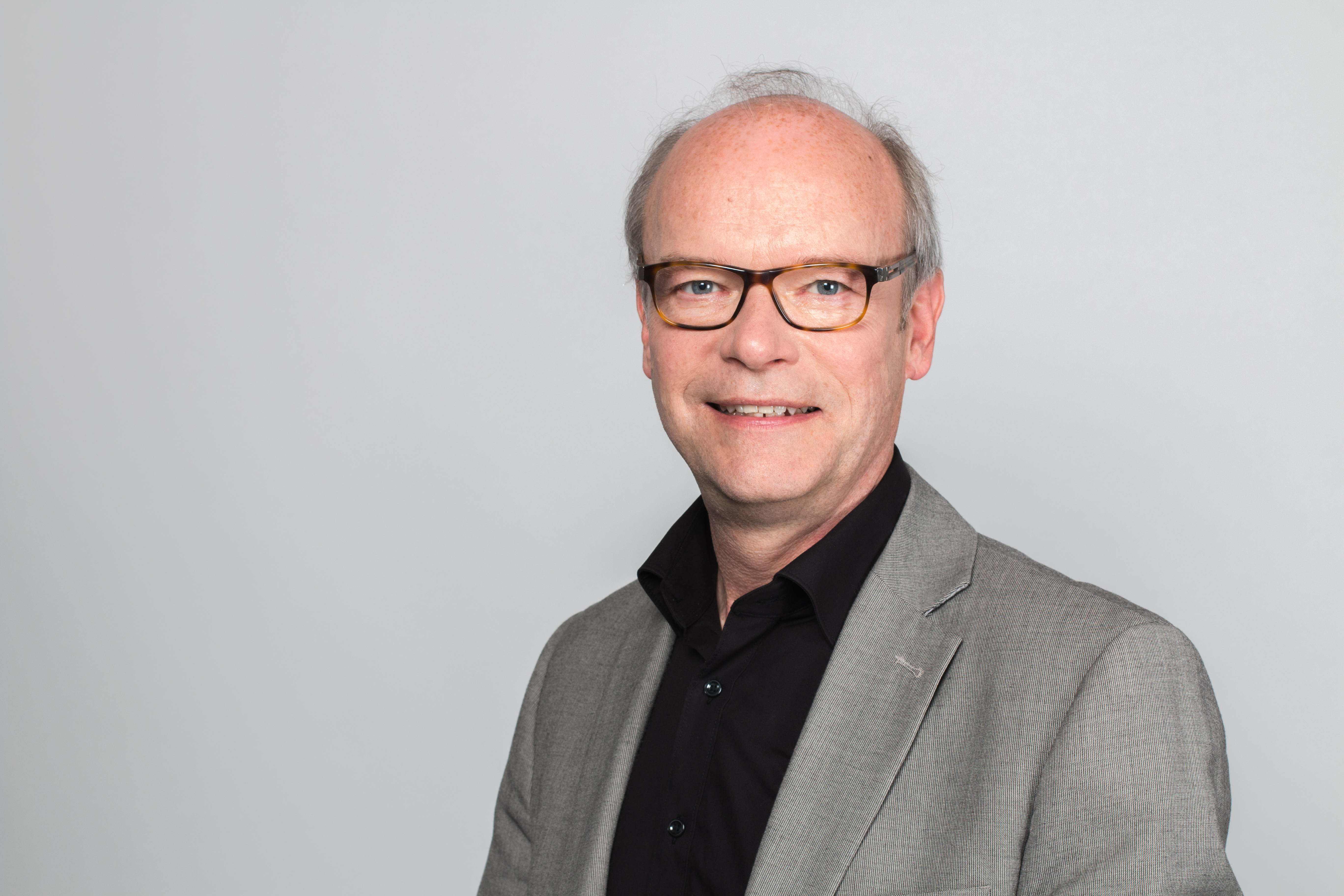
Ralf Kapschack (2014)

Ralf Kapschack (* 24. Dezember 1954 in Witten) ist ein deutscher Journalist und Politiker (SPD). Von 2013 bis 2021 war er Mitglied des Deutschen Bundestags.

## Leben
Nach dem Abitur absolvierte Kapschack den Zivildienst. Ab 1975 studierte er Wirtschaftswissenschaft mit Wahlfach Sozialpsychologie an der Ruhr-Universität Bochum und machte 1980 das Diplom als Ökonom. Danach war Kapschak Ko-Autor eines Gutachtens für die Europäische Kommission zum Thema „Teilzeitschichtarbeit“ in verschiedenen europäischen Ländern im Rahmen der Forschungsgruppe „Arbeit und Gesundheit“, Dortmund. Für das „Innovations- und Technologietransferzentrum der Universitäten des Ruhrgebiets“ (ITZ) beschäftigte er sich mit Arbeitsmarktproblemen im Ruhrgebiet.
Kapschack wohnt in Witten und hat zwei erwachsene Söhne. Kapschack ist langjähriger Anhänger von Borussia Dortmund.

## Journalist
1981 hospitierte Kapschack beim Deutschlandfunk in Köln; danach bis Dezember 1982 war er Volontär beim DLF und anschließend als freier Journalist für Rundfunkanstalten tätig. Im Februar 1984 wurde er Redakteur beim Westdeutschen Fernsehen, Landesstudio Dortmund. Dort war er am Ausbau der Regionalberichterstattung beteiligt und moderierte das Dortmunder Regionalfenster und Sondersendungen. 1987 ging Kapschack in das Landesstudio Düsseldorf. Dort widmete er sich neben der Moderation des Regionalfensters vor allem der landespolitischen Berichterstattung und arbeitete an der Konzeption des neuen Politikmagazins „Westpol“ mit. Von 1995 bis 2004 war Kapschack Leiter der Redaktion Landespolitik im WDR-Fernsehen. 2004 wechselte Kapschack zur Reportage-Sendung Hier und Heute und war dort zuletzt Redaktionsleiter. Er ist Mitglied bei ver.di und der AWO.

## Sonstiges
Von 1996 bis 1998 hatte er Lehraufträge („Praktischer Journalismus“) an der Wilhelms-Universität Münster, Institut für Publizistik.

## Politik

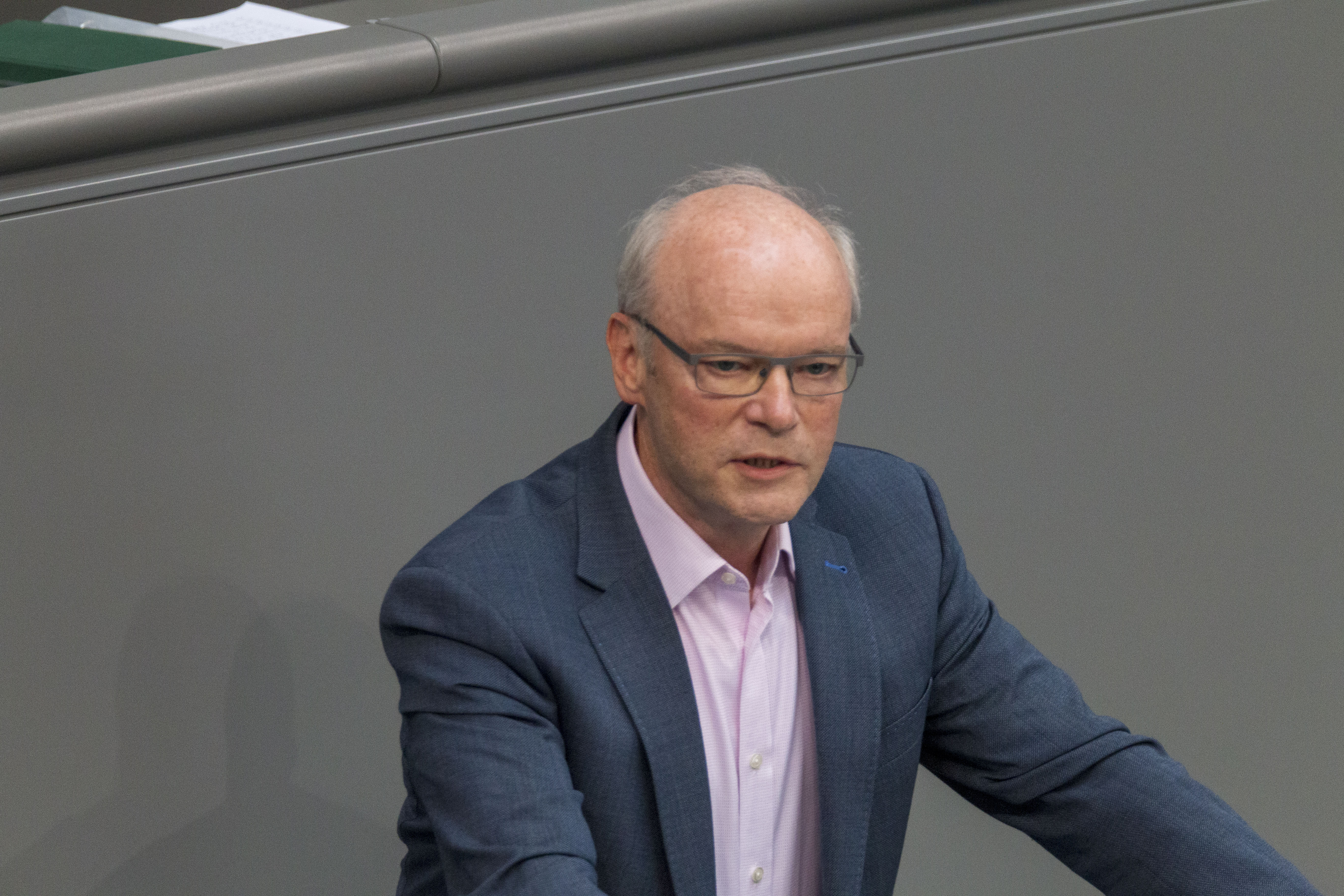
Ralf Kapschack, 2020 im Deutschen Bundestag

Ralf Kapschack trat 1972 in die SPD ein und war Vorsitzender des Unterbezirks der Jungsozialisten im Ennepe-Ruhr-Kreis. 1981 trat Kapschack wegen des NATO-Doppelbeschlusses aus der SPD aus und schloss sich den Demokratischen Sozialisten an. Nach der Bundestagswahl 1987 trat Kapschack wieder in die SPD ein. Zurzeit ist er Mitglied im Ortsverein Rüdinghausen/Schnee und beratendes  Mitglied im Unterbezirksvorstand der SPD Ennepe-Ruhr und im Stadtverband Witten. Seit 2010 war er Pressesprecher der SPD-Landtagsfraktion NRW. Bei der Bundestagswahl 2013 trat er als Nachfolger von Christel Humme als Kandidat der SPD für den neuen Wahlkreis 139 an und zog als gewählter Direktkandidat in den Bundestag ein. 2017 wurde er erneut direkt gewählt.
Im 19. Deutschen Bundestag war Kapschack ordentliches Mitglied im Petitionsausschuss und im Ausschuss für Arbeit und Soziales. Zudem gehörte er als stellvertretendes Mitglied dem Ausschuss für Wirtschaft und Energie an. In der 19. Wahlperiode war er rentenpolitischer Sprecher der SPD-Bundestagsfraktion.
Im Oktober 2020 kündigte Kapschack an, bei der Wahl zum 20. Deutschen Bundestag nicht erneut kandidieren zu wollen.